# 질풍기획
《질풍기획》은 대한민국의 만화가 이현민이 네이버 웹툰에 매주 화요일 연재하는 만화이다. 중견 광고회사 질풍기획의 이야기가 마치 한 편의 애니메이션처럼 그려져 있다. 특유의 병맛 개그를 담으면서도 한국 직장인들의 생활을 잘 표현해 감동과 저림을 주는 웹툰.

## 등장인물

### 기획3팀
- 김병철
- 조현철 (조부장)
- 송치삼 (송대리)
- 이일순 (이대리)
- 박팔만 (박차장)
- 심영희
- 공갑기 (공팀장)

### 질풍기획
- 사장 질풍태
- 부장 임용태

#### 제1제작팀
- 국장 정만복
- 부장 왕계벽
- 차장 릴리 용(본명 용희자)
- 대리 김을룡

#### 제2제작팀
- 부장 부르스 강

#### 제2기획팀
- 부장 구정평

### 외부인물

#### 마룡그룹
- 홍보자문팀 팀장 김무상
- 마룡기획 사장 마광철
- 마룡그룹 회장 마수명
- 마룡생명 과장

#### 광고주
- 설웅선 (조르조커피의 광고주)
- 오만상 (지리산페이스의 광고주)
- 정석구 (DJ Food의 과장)

#### 기타
- 송치열 (송치삼의 형)
- 한덕배
- 김점녀

## 등장 스킬들
-엄마 손 블랙홀
사용자 / 이대리의 어머니
내용 / 현재까지 모든화중 최고의 공격력을 자랑하는 스킬이다.
이대리를 이긴적 있다
아마 유전적 요인으로 이대리가 강한 것이다 라는 심증이 될 수 있다

-이레이져 촙
사용자 / 이대리
내용 / 목뒤 약 3~4번 경추를 가격,기억을 잃게 한다
잘못사용시 유아기시절로 돌아간다
실용사례는 조부장등이 있다

-이레이져 피스트
사용자 / 송대리
내용 / 송대리가 이대리의 스킬을 어깨넘어 복제한 것으로,
김병철과의 언쟁중 분노를 참지못하고 사용했으나,
조부장을 도운격이 됐다 (자세한건 네이버 웹툰 질풍기획! 참조)

-천하장사포-
사용자 / 이대리
내용 /
1.슈퍼에 간다
2.소시지를 산다 (단, 천하장사여야 한다)
3.맛있게 먹는다
4.이제 먹고 남은 껍데기를 엄지발가락 에 끼운다
5.중요한것은 다먹지는 말고, 약 3~5cm (엄지손가락정도)를 남긴다
6.껍데기에 장전시킨다
7.껍데기의 탄성력을 극대화,발사한다